# Des gens bien
Pour l’article homonyme, voir Des gens bien (série télévisée).
Pour plus de détails, voir Fiche technique et Distribution.
Des gens bien est un film français réalisé par Bruno Lopez et Emmanuel Vieilly en 2017, sorti en 2019.

## Synopsis
Gabriel et Raphaël, deux braqueurs, ont dérobé 80 000 euros dans une banque. Ils ont enlevé Paloma, une fille de 8 ans, pour protéger leur fuite ; ils la confient à Rose, la sœur de l'un d'eux. Rose est censée la remettre aux parents, mais elle s'aperçoit que l'enfant est maltraité par ces derniers.

## Fiche technique
Sauf indication contraire, les informations mentionnées dans cette section peuvent être confirmées par la base de données cinématographiques IMDb,  présente dans la section « Liens externes ».
- Titre : Des gens bien
- Réalisation : Bruno Lopez et Emmanuel Vieilly
- Scénario : Bruno Lopez
- Décors : Gwendolyn Boudon
- Costumes : Caroline Phelippeau
- Photographie : Angelo Caliendo
- Son : Philippe Belloteau
- Montage : Théo Carrère
- Production : Bruno Lopez, Emmanuel Vieilly, Anne Le Nen, Christophe Hermet
- Société de production : Helo Films
- Budget : 300 000 €[1]
- Pays de production :  France
- Langue originale : français
- Format : Couleur - 2.35 : 1 - Camera Arri Alexa
- Genre : Road Movie, comédie dramatique
- Durée : 83 minutes
- Date de sortie :
  - France - 3 avril 2019[2]

## Distribution
Sauf indication contraire, les informations mentionnées dans cette section peuvent être confirmées par la base de données cinématographiques IMDb,  présente dans la section « Liens externes ».
- Bruno Lopez : Gabriel
- Paloma Lopez : Paloma
- Emmanuel Vieilly : Raphaël
- Anne Le Nen : Rose
- Monique Chaumette : Margot
- Philippe Maymat : Michel
- Nicolas Moreau : le père de Paloma
- Amélie Robert : Garcia
- Christophe Hermet : Rivière
- Vincent Haquin : Goliath

## Production

### Genèse et développement
Le scénario a été écrit au cours de l'année 2015. Le film est présenté comme étant un film « de copains ». La distribution n'étant pas très célèbre, les producteurs ne se bousculent pas pour investir dans le projet, forçant la bande d'amis d'investir avec leurs propres sous. Une campagne de financement participatif à quand même été lancé. Cette dernière a été parrainée par Muriel Robin, compagne d'Anne Le Nen, qui, dans une vidéo d'appel au soutien, entraine également Jean Reno, Patrick Bruel ou Lambert Wilson.
Toutefois, le film est de nouveau à l'arrêt car aucun distributeur ne souhaite investir dans sa projection en salle. Finalement, après avoir « harcelé » les cinémas, le film sort dans une centaine de salles en France, dont quelques multiplexe.

### Tournage
Le film a été tourné entre l'Ariège et l'Andalousie, .

## Accueil

### Sortie
Le film sort le 3 avril 2019. Mais du fait que sa distribution a été quelque peu chaotique, le film sort dans de nouvelles salles de cinéma courant mai.

### Box-office
Le film ne bénéficie pas de promotion, et d'une sortie en salle limité et chaotique. Le film ne réalise pas un grand score en termes d'entrée. En huit semaines, le film engrange 14 578 au box-office, dont un pic à 7 576 entrées en septième semaine du 15 au 22 mai 2019.

## Sélection
- Festival du film francophone d'Angoulême 2019 (Talents Adami Cannes)[5]